# Victoria (Iași)
Victoria is een Roemeense gemeente in het district Iași.
Victoria telt 4593 inwoners.